# Tadeusz Vetulani
Pour les articles homonymes, voir Vetulani.
Tadeusz Boleslaw Vetulani, né le 13 mars 1897 à Sanok et mort le 24 février 1952 à Cracovie, est un biologiste polonais, professeur agrégé de l'université Adam-Mickiewicz de Poznań, spécialisé dans le domaine l'élevage, et qui fut l'initiateur de la recherche scientifique pour la reconstitution du Tarpan, une espèce ou sous-espèce équine endémique à l'Europe disparue,,,.